# Campionato Riserve
Il Campionato Riserve fu il campionato italiano di calcio riservato alle seconde squadre (ovvero le squadre riserve).

## Storia
Inizialmente le seconde squadre delle società di Prima Categoria (la massima serie) disputavano il campionato di Seconda Categoria insieme alle prime squadre delle società minori. Con l'approvazione del Progetto Valvassori-Faroppa all'assemblea federale del 31 agosto 1912 fu istituito il campionato riserve, nel quale furono inserite tutte le seconde squadre delle società di Prima Categoria, mentre il campionato di Seconda Categoria, limitato alle sole prime squadre delle società minori, cambiò denominazione in Promozione o "Seconda Categoria Promozione".
Il campionato non aveva limiti di età perché il regolamento campionati FIGC non lo definiva e prevedeva, e perciò in campo scendevano sia minorenni che maggiorenni (si era maggiorenni a 21 anni). I giocatori dovevano essere tutti tesserati e dilettanti, perché in caso di provato caso di professionismo potevano essere squalificati. Inoltre, secondo l'articolo 11 del regolamento campionati 1914-1915, i giocatori delle squadre riserve che venivano impiegati anche in Prima Categoria non perdevano in alcun modo il diritto di disputare il campionato Riserve.
Secondo l'articolo 11 del regolamento campionati 1914-1915, era di norma limitato alla fase regionale gestita dai Comitati Regionali; tuttavia, la Commissione Tecnica aveva la facoltà eventualmente di prolungarlo, indicendo una fase finale (con gironi di semifinale e finale) tra i campioni dei sei gironi eliminatori; l'eventuale fase finale era gestita direttamente dalla Presidenza FIGC di Torino. Nel caso specifico del campionato Riserve 1914-1915, al termine della fase regionale, la Commissione Tecnica della FIGC decise di far disputare la fase finale tra le sei vincenti dei gironi eliminatori per determinare il Campione d'Italia Riserve; agli undici titolari della squadra campione sarebbero spettate altrettante medaglie d'oro, agli undici titolari della squadra finalista sarebbero state invece assegnate altrettante medaglie d'argento.
Il calendario delle eliminatorie regionali era lo stesso delle prime squadre che disputavano il campionato di Prima Categoria perché le partite delle squadre riserve erano disputate la mattina prima delle gare di Prima Categoria. Unendo alla comitiva gli undici giocatori delle riserve più uno o due giocatori di scorta in caso di infortunio o improvvisa indisposizione di un titolare queste squadre avevano la certezza di poter mettere in campo undici calciatori e ridurre le spese di trasferta, anche se all'epoca le Ferrovie dello Stato non concedevano alle squadre di calcio le riduzioni tariffarie che furono garantite solo a partire dal 1925.
Con il Compromesso Colombo (1922) furono istituiti il campionato di Quinta Divisione (riservato alle seconde squadre delle società di Terza e Quarta Divisione e alle terze squadre delle società di Prima e Seconda Divisione) e di Sesta Divisione (riservato alle squadre "boys" o "ragazzi"). Il campionato riserve delle società di Prima Divisione continuò a svolgersi, spesso limitato alle fasi soltanto regionali, e fu indetto anche un campionato riserve per le società di Seconda Divisione. 
Nella stagione 1929-1930 non fu disputato perché tutte le squadre riserve furono gestite dai Direttori Regionali che organizzarono dei tornei solo in ambito regionale. 
Dalla stagione 1930-1931 a quella 1933-1934 il campionato riserve fu abolito, con le società militanti in Serie A e in Serie B che furono obbligate nelle stagioni 1930-1931 e 1931-1932 a iscrivere le loro squadre riserve in Seconda Divisione (quarto livello del calcio italiano), escluse però dal meccanismo di promozione (rappresentato come gli anni precedenti dalla disputa della fase finale). Nelle stagioni 1932-1933 e 1933-1934 le squadre riserve delle società di Serie A furono ammesse in Prima Divisione (terzo livello dell'epoca), ma non potevano essere promosse.
Con comunicato ufficiale n. 64 del 15 luglio 1934, il Direttorio Federale istituì nuovamente il campionato riserve demandando al D.D.S. l'organizzazione della fase finale del campionato mentre le qualificazioni furono affidate ai Direttori delle società che avevano aderito (il "campionato riserve" non fu organizzato da tutti i Direttori di Zona). Da quel momento il campionato riserve continuò a svolgersi quasi ogni anno, ad eccezione delle stagioni 1935-1936 (nella quale le seconde squadre presero parte al campionato regionale di Prima Divisione), 1943-1944 e 1944-1945 (a causa della sospensione bellica), mentre nella stagione 1940-1941 il torneo fu interrotto dopo diciotto giornate con titolo non assegnato. A partire dal 1954 fu sostituito dal Campionato Cadetti.

## Albo d'oro
- 1914-1915 - Finaliste Casale e Milan (forse sospeso per guerra prima che si potesse disputare la finale).
- 1920-1921 - Pro Vercelli
- 1930-1934 non disputato per aggregazione alla D e alla C
- 1934-1935 - Fiorentina
- 1936-1937 - Torino
- 1937-1938 - Ambrosiana-Inter
- 1938-1939 - Genova 1893
- 1939-1940 - Milano
- 1940-1941 - Sospeso dopo 18 giornate.
- 1941-1942 - Torino
- 1952-1953 - Lazio